# Shīr Barāt
Shīr Barāt (persiska: شير برات, شيرين بَراد) är en ort i Iran.   Den ligger i provinsen Hamadan, i den nordvästra delen av landet, 270 km väster om huvudstaden Teheran. Shīr Barāt ligger 1 830 meter över havet och antalet invånare är 221.
Terrängen runt Shīr Barāt är platt västerut, men österut är den kuperad.Runt Shīr Barāt är det ganska tätbefolkat, med 52 invånare per kvadratkilometer. Närmaste större samhälle är Zarrīnābād, 16,4 km nordost om Shīr Barāt. Trakten runt Shīr Barāt består i huvudsak av gräsmarker.